# Archidiaconé du Désert
L'archidiaconé du Désert était un archidiaconé, c'est-à-dire une subdivision de l'évêché de Rennes. 

## Toponymie
On appelait Désert une zone favorable à l'érémétisme, comme il s'en trouvait au haut Moyen Âge à la limite de deux cités ; deux régions en lisière du diocèse de Rennes ont porté ce qualificatif : l'archidiaconé du Désert et le doyenné du même nom d'une part, mais aussi la région de Louvigné-du-Désert, aux confins de la Normandie et la Bretagne.

## Composition

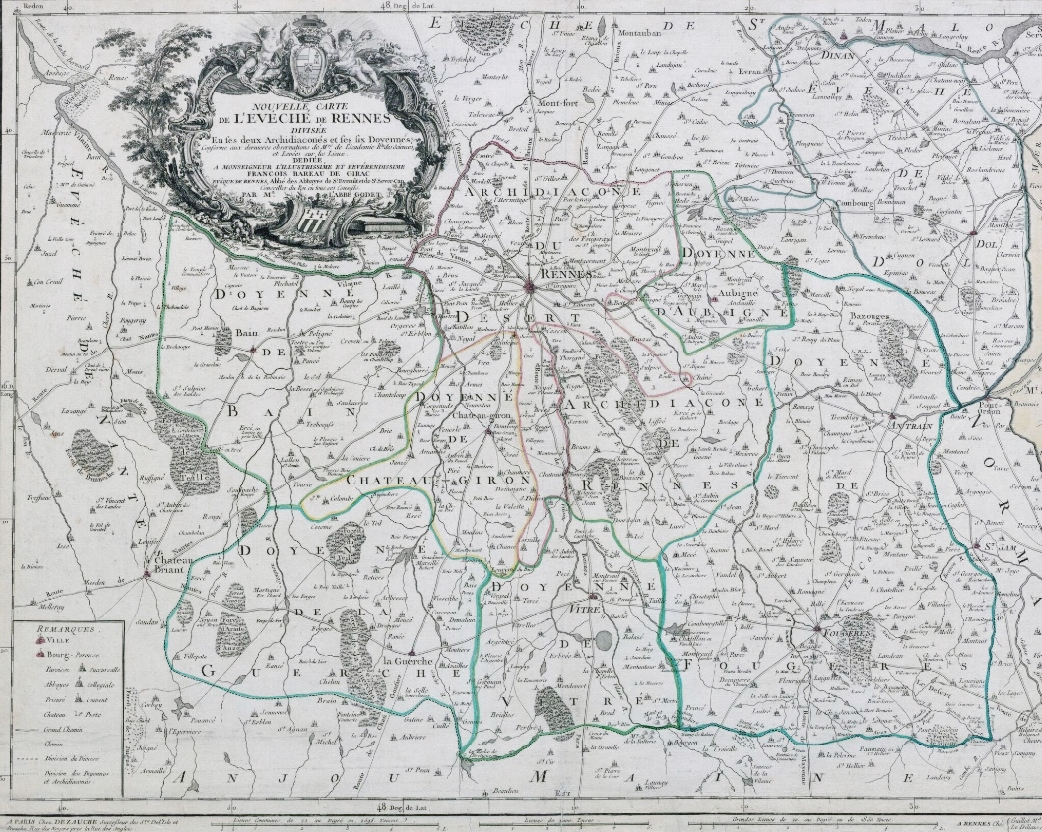
Carte de l'Evêché de Rennes divisée en ses deux Archidiaconés et ses six Doyennés, représentant notamment l'archidiaconé du Désert et ses doyennés).

- Doyenné du Désert. Celui-ci comprenant les paroisses de Vignoc, Montbourcher [en Cuguen actuellement], Mordelles (y compris sa trève de La Chapelle-Thouarault), Noyal-sur-Vilaine, Châtillon-sur-Seiche, Noyal-sur-Seiche, Saint-Grégoire (et sa trève de La Chapelle-des-Fougeretz), Melesse, La Mézière, Gévezé, Chavagne, Moigné, Saint-Gilles-des-Bois, Cintré, Chasné, La Bretonnière, Apigné, Brécé, Bruz, Chartres, L'Hermitage, Montgermont, Montreuil-le-Gast, Parthenay, Le Rheu, Saint-Jacques-de-la-Lande, Vezin[1].
- Doyenné d’Aubigné,
- Doyenné de Châteaugiron,
- Doyenné de Bain,
- Doyenné de La Guerche.

## Histoire
Le nom de Désert provint du nom de l’ancien fief et châtellenie du Désert. La châtellenie du Désert, qui appartint aux barons de Châteaubriant, puis à ceux de Vitré à partir de 1542, et disposait du droit de haute justice. Le chef-lieu de la châtellenie du Désert se trouvait au manoir de la Rivière du Désert, en Visseiche, et s’étendait sur le territoire des paroisses d'Availles, Bais, Brielles, Chancé, Domalain, Gennes, Moulins, Moutiers, Le Pertre, Saint-Germain-du-Pinel, Vergéal et Visseiche. Le canton du Désert, situé au Nord du doyenné de Fougères, dont il faisait partie, était compris, à cause de ce doyenné lui-même, dans l'archidiaconé de Rennes, et n'a jamais dépendu de l'archidiaconé du Désert.
L'archidiaconé du Désert s’étendait à plusieurs paroisses des environs de Rennes, dont les principaux membres étaient à Janzé et à Saint-Grégoire.